# التهاب البنكرياس المناعي الذاتي
التهاب البنكرياس المناعي الذاتي (AIP) هو نوع معترف به من التهاب البنكرياس المزمن الذي قد يصعب تمييزه عن سرطان البنكرياس ولكنه يستجيب للعلاج بالكورتيكوستيرويدات، وخاصة البريدنيزون. على الرغم من أن التهاب البنكرياس المناعي الذاتي نادر جدًا، لكنه يشكل مشكلة سريرية مهمة لكل من المرضى وأطبائهم: عادة ما يظهر المرض على شكل كتلة ورمية لا يمكن تمييزها تشخيصيًا عن سرطان البنكرياس، وهو مرض أكثر شيوعًا بالإضافة إلى كونه خطيرًا جدًا. ومن ثم يخضع بعض المرضى لجراحة البنكرياس، والتي ترتبط بحدوث وفيات ومضاعفات كبيرة، بسبب خوف المرضى والأطباء من معالجة الورم الخبيث. ومع ذلك، فإن الجراحة ليست علاجًا جيدًا لهذه الحالة حيث أن التهاب البنكرياس المناعي الذاتي يستجيب جيدًا للعلاج المثبط للمناعة. هناك فئتان من التهاب البنكرياس المناعي الذاتي: النوع 1 والنوع 2، ولكل منهما ملامح سريرية مميزة.
يعد النوع الأول من التهاب البنكرياس المناعي الذاتي الآن تظاهرًا للأمراض المتعلقة بـ IgG4، ويميل المصابون إلى أن يكونوا أكبر سنًا ولديهم معدل انتكاس مرتفع. التهاب البنكرياس من النوع الأول، هو مظهر من مظاهر مرض IgG4، والذي قد يؤثر أيضًا على القنوات الصفراوية في الكبد والغدد اللعابية والكلى والغدد اللمفاوية. يبدو أن النوع 2 من التهاب البنكرياس المناعي الذاتي يؤثر على البنكرياس فقط، على الرغم من أن نحو ثلث الأشخاص المصابين بالنوع 2 من التهاب البنكرياس المناعي الذاتي لديهم مرض التهاب الأمعاء. أشير إلى التهاب البنكرياس المناعي الذاتي الذي يحدث بالتزامن مع اضطراب المناعة الذاتية على أنه التهاب البنكرياس المناعي الذاتي الثانوي أو المتلازمي. لا يؤثر التهاب البنكرياس المناعي الذاتي على البقيا على المدى الطويل.

## العلامات والأعراض
قد يسبب التهاب البنكرياس المناعي الذاتي مجموعة متنوعة من الأعراض والعلامات، والتي تشمل التظاهرات البنكرياسية وفي القناة الصفراوية، بالإضافة إلى التأثيرات الجهازية للمرض. يعاني ثلثا المرضى إما من اليرقان غير المؤلم بسبب انسداد القناة الصفراوية أو كتلة في رأس البنكرياس، ما يحاكي السرطان. على هذا النحو، يعد التقييم الشامل لاستبعاد السرطان أمرًا مهمًا في حالات الاشتباه في الإصابة بالتهاب البنكرياس المناعي الذاتي.
يظهر النوع الأول من التهاب البنكرياس المناعي الذاتي عادة لدى رجل يبلغ من العمر 60-70 عامًا ويعاني من اليرقان غير المؤلم. في بعض الحالات، يكشف التصوير عن وجود كتلة في البنكرياس أو تضخم البنكرياس المنتشر. قد يحدث تضيق في القناة البنكرياسية يُسمى بالتضيقات. في حالات نادرة، يظهر النوع الأول من التهاب البنكرياس المناعي الذاتي مع التهاب البنكرياس الحاد. يظهر النوع الأول من التهاب البنكرياس المناعي الذاتي مع مظاهر أمراض المناعة الذاتية (المرتبطة بـ IgG4) في نصف الحالات على الأقل. الشكل الأكثر شيوعًا للتدخل الجهازي هو التهاب الأقنية الصفراوية، والذي يحدث في ما يصل إلى 80% من حالات النوع الأول من التهاب البنكرياس المناعي الذاتي. تشمل المظاهر الإضافية التهابًا في الغدد اللعابية (التهاب الغدد اللعابية المتصلب المزمن)، وفي الرئتين ما يؤدي إلى تندب (تليف رئوي) وعقيدات، وتندب داخل تجويف الصدر (تليف المنصف)، أو في الحيز التشريحي خلف البطن (تليف خلف الصفاق) والالتهاب. في الكلى (التهاب الكلية الخلالي الأنبوبي).
ويتميز التهاب البنكرياس المناعي الذاتي بالعلامات التالية:
1. صفر (يرقان) الصلبة (اصفرار العيون)، واليرقان (اصفرار الجلد) الذي عادة ما يكون غير مؤلم، وعادة بدون نوبات حادة من التهاب البنكرياس.
2. أعراض خفيفة نسبيًا، مثل فقدان الوزن بشكل طفيف أو الغثيان.
3. زيادة مستويات مصل غلوبيولين غاما أو الغلوبولين المناعي  G IgG أو IgG4.
4. وجود الأجسام المضادة الذاتية في الدم مثل الأجسام المضادة للنواة (ANA)، والأجسام المضادة للاكتوفيرين، والأجسام المضادة للأنهيدراز الكربونيك II، وعامل الروماتويد (RF).
5. يوضح التصوير المقطعي المحوسب بنكرياس متوسع ومنتشر (على هيئة السجق).
6. تضييق منتشر غير منتظم في قناة البنكرياس الرئيسية، وتضيق القناة الصفراوية داخل البنكرياس على تصوير القناة الصفراوية والبنكرياس بالمنظار بالطريق الراجع (ERCP).
7. تكلس البنكرياس النادر أو تكوين الكيس.
8. استجابة ملحوظة للعلاج بالكورتيكوستيرويدات.